# کاروانسرای شاه‌عباسی (نیشابور)
کاروانسرای شاه عباسی نیشابور از بناهای مربوط به دورهٔ صفویان است که امروزه کاربری موزه و فروش صنایع دستی دارد و در بافت مرکزی شهر نیشابور، خیابان امام خمینی (نیشابور)، قرار دارد و این اثر در تاریخ ١٧ خرداد ١٣۵۵ با شماره ثبت ١٢٣٠ به عنوان یکی از آثار ملی ایران به ثبت رسیده است. همانند بازار تاریخی نیشابور، گمان بر این است که ساخت این کاروانسرا از جمله اصلاحات دوره شاه عباس صفوی در نیشابور بوده است.

## نام‌ها
رباط شاه عباسی، کاروانسرای شاه عباسی، رباط نیشابور و اکنون با توجه به کاربری آن توسط مردم محلی موزه نیشابور نام دارد. 

## کاربری
این کاروانسرای در دوره‌های مختلف تاریخ کاربری متفاوتی داشته‌است. در دوره قاجار به عنوان یتیم خانه، در دوره پهلوی، شهربانی و ژاندارمری و پس از انقلاب اسلامی ایران تا سال ۱۳۶۷ انبار و از سال ۱۳۷۴ به بعد به عنوان اثر تاریخی و موزه مورد استفاده قرار گرفته و می‌گیرد.

## ساختار
بنا- با توجه به کاربری آن در طول تاریخ-، دارای یک صحن مرکزی، ۲۴ حجره، چهار ایوان، اصطبل و سکوی بار داشته و دارد.

## نگارخانه

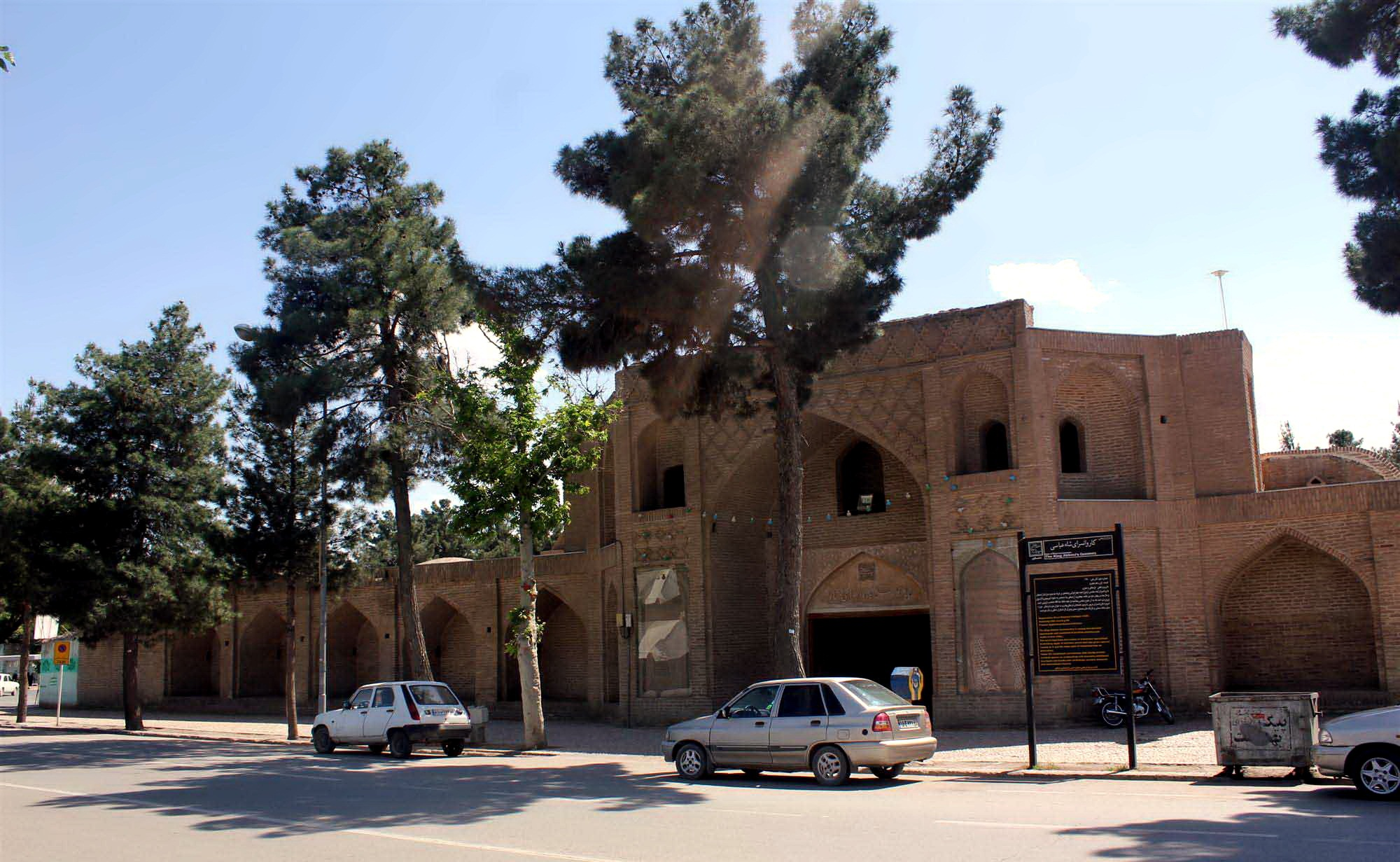
نمای بیرونی
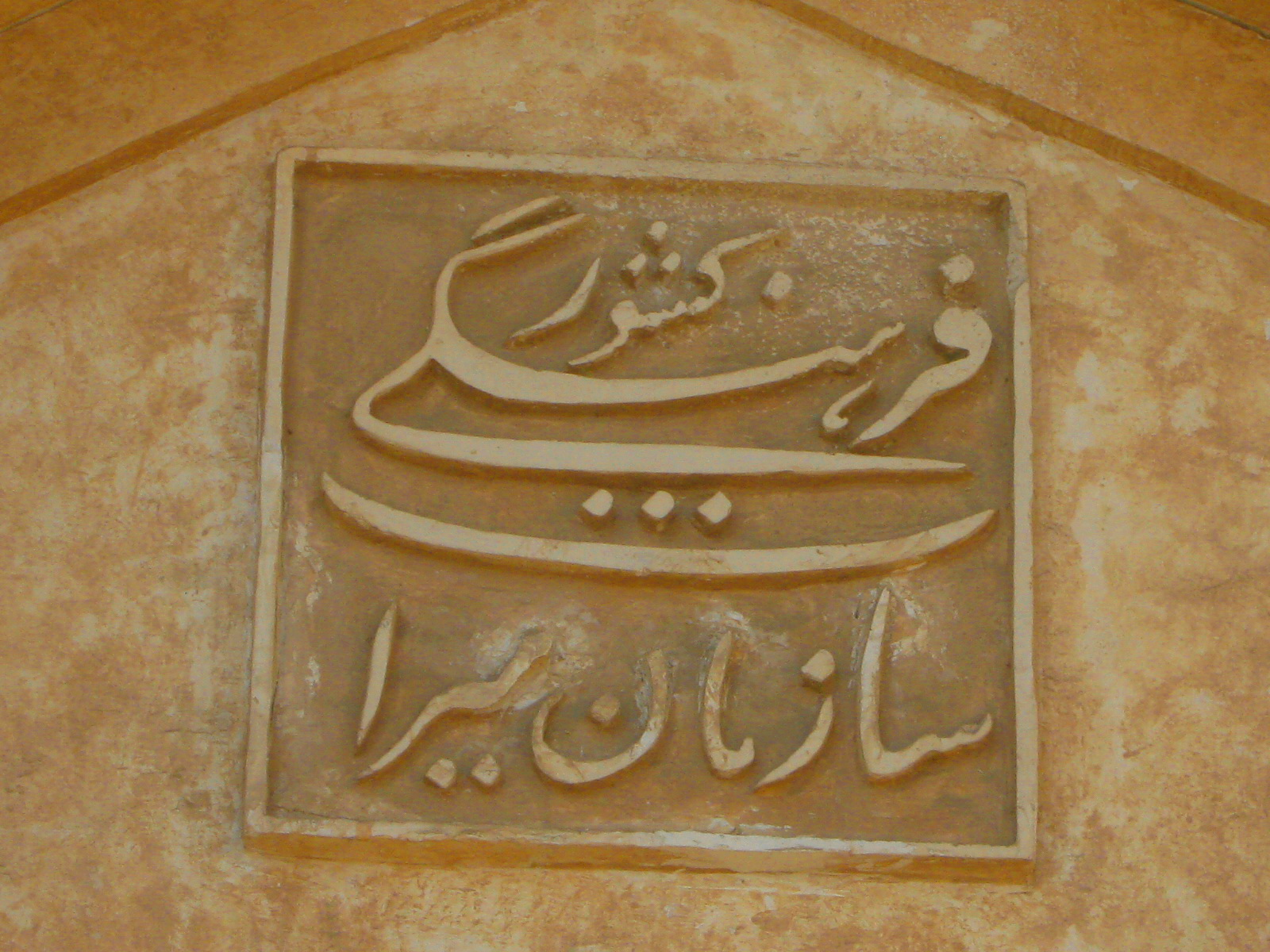
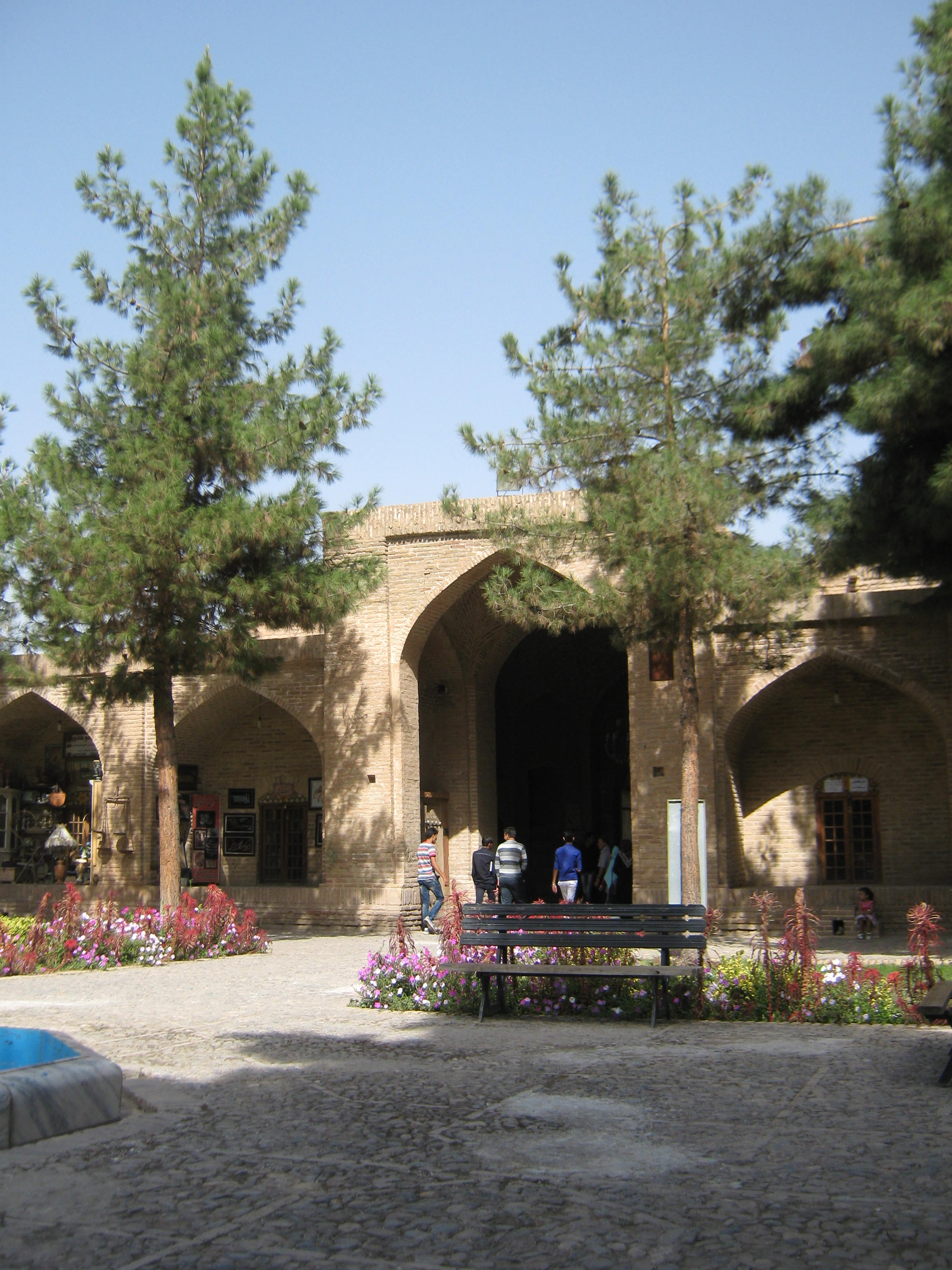
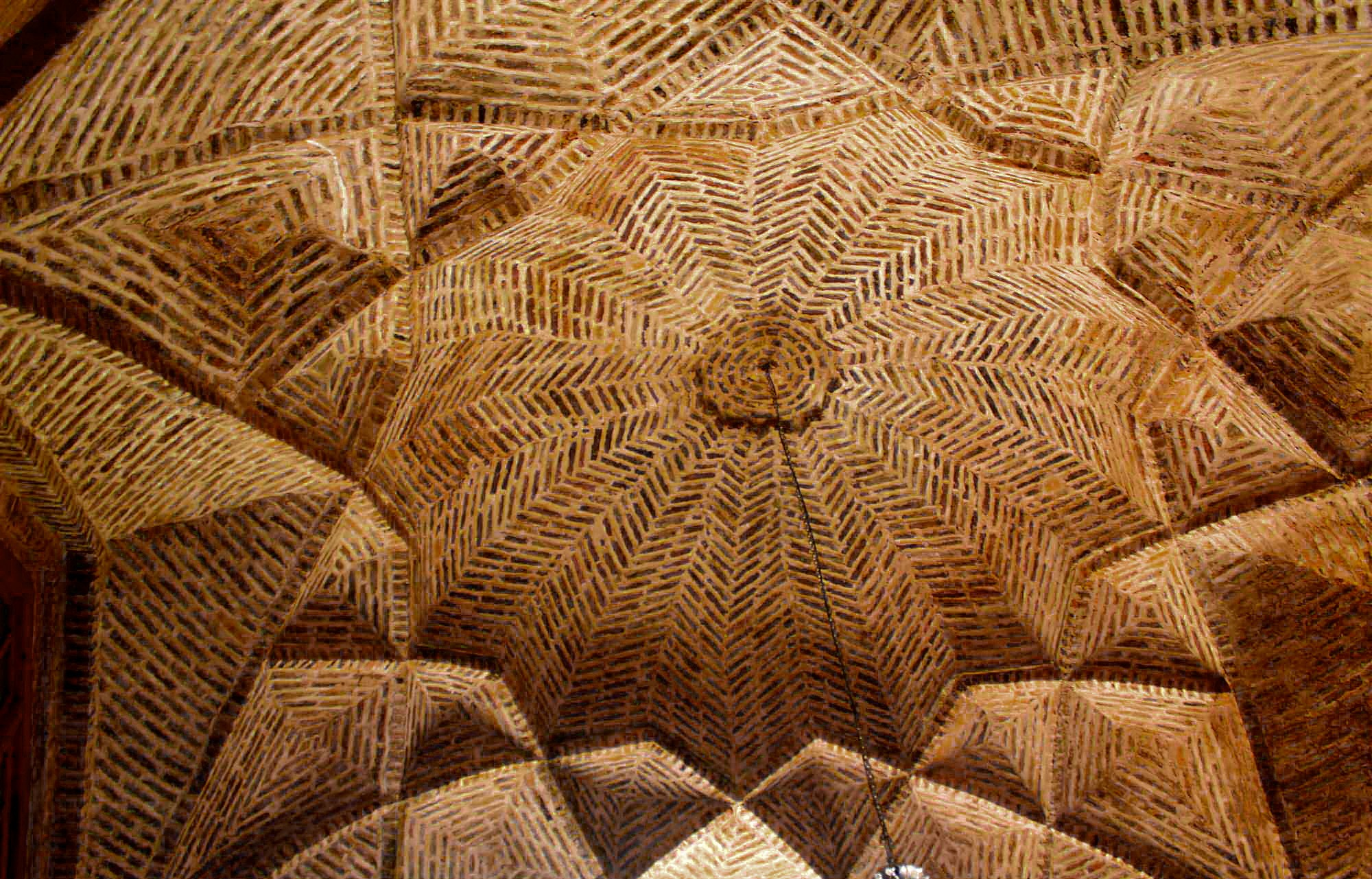
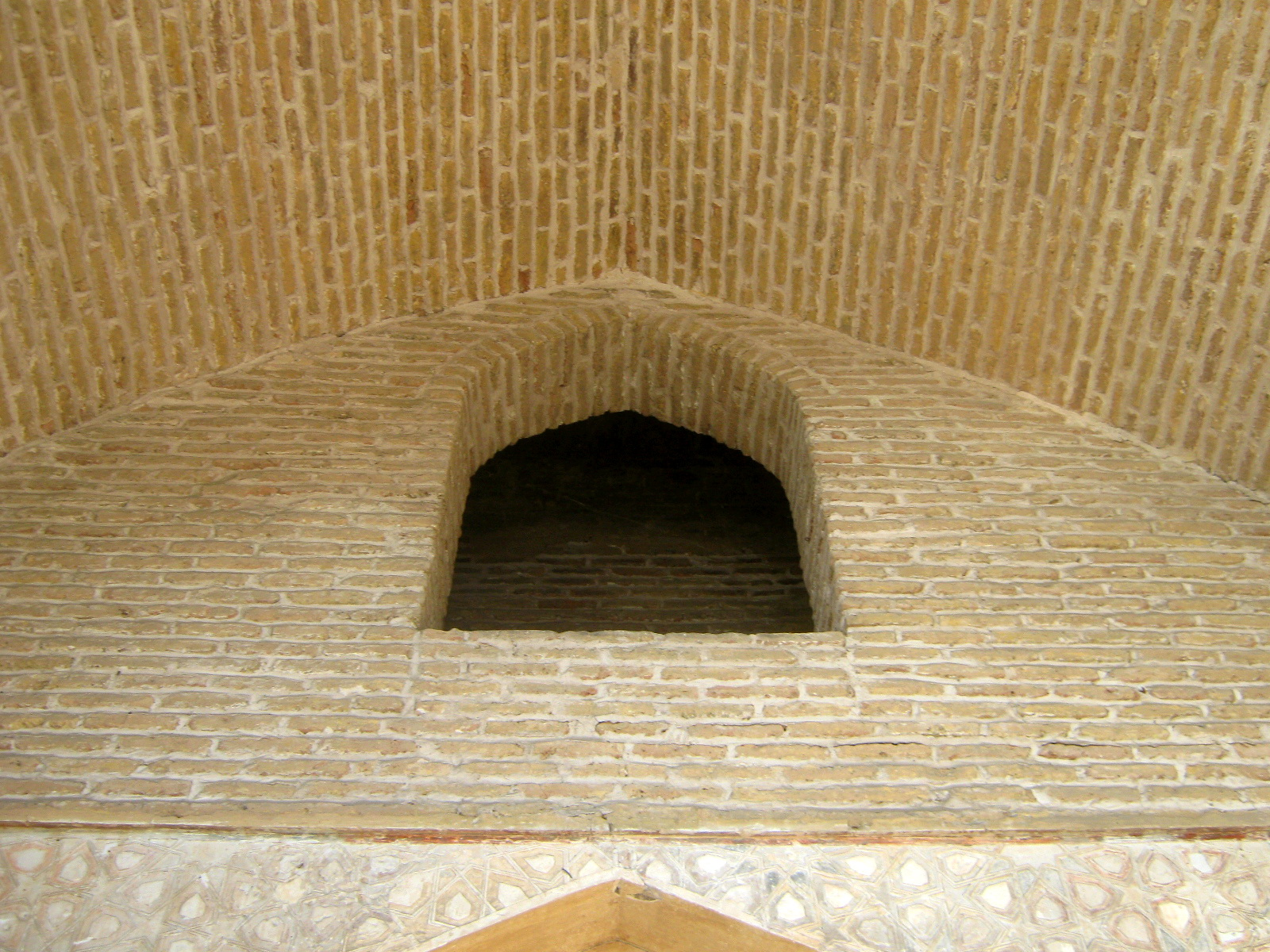
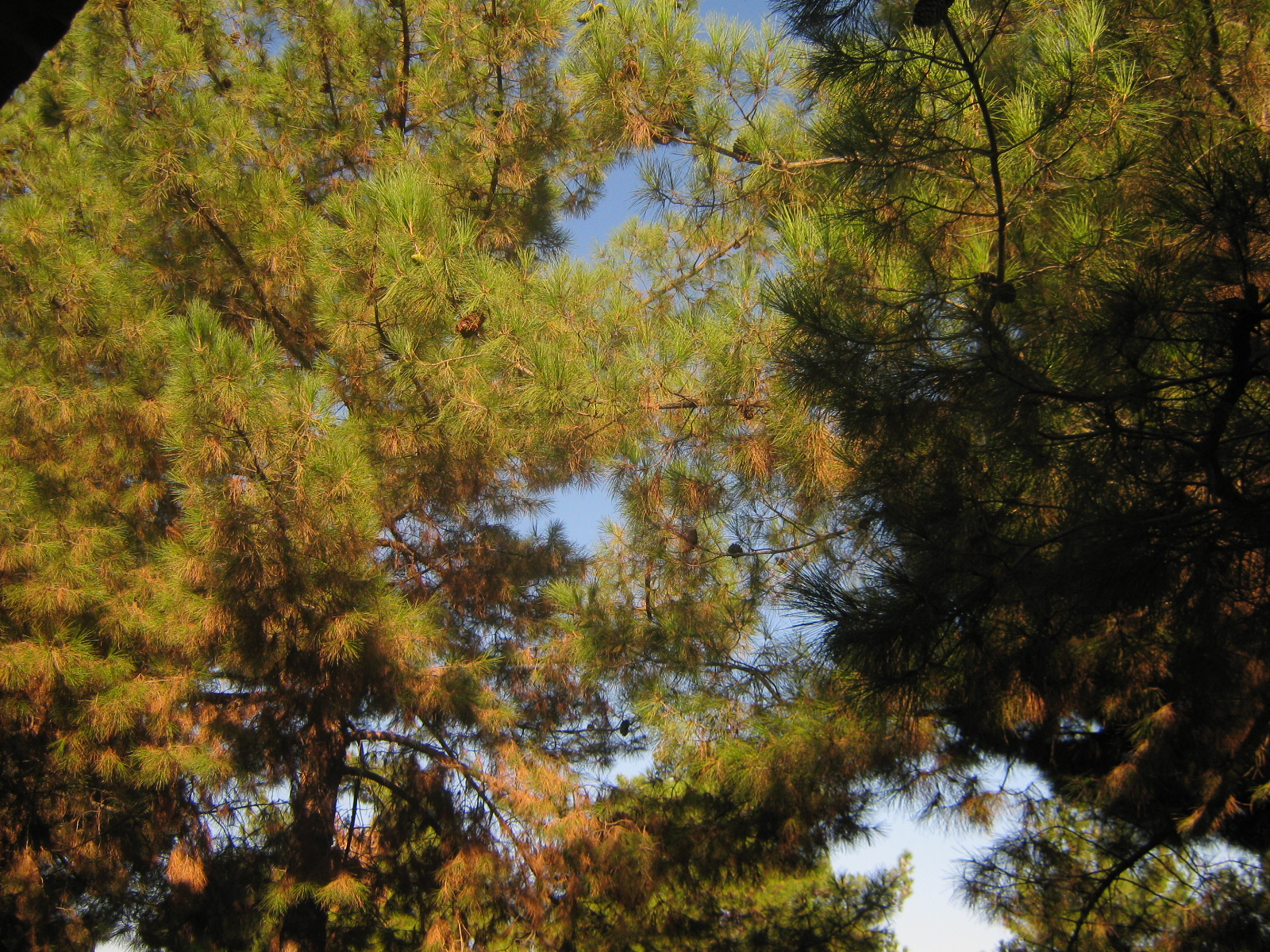
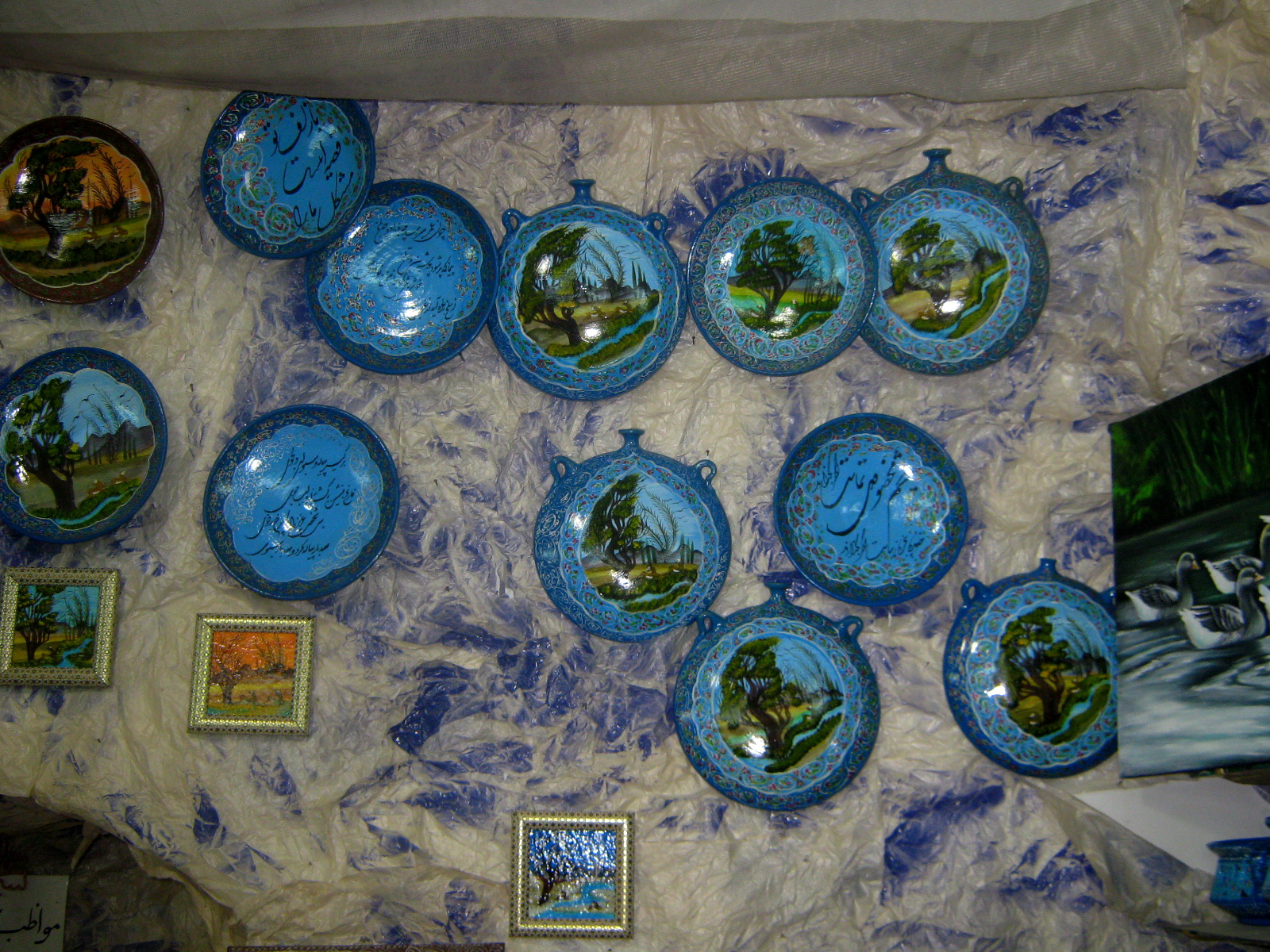
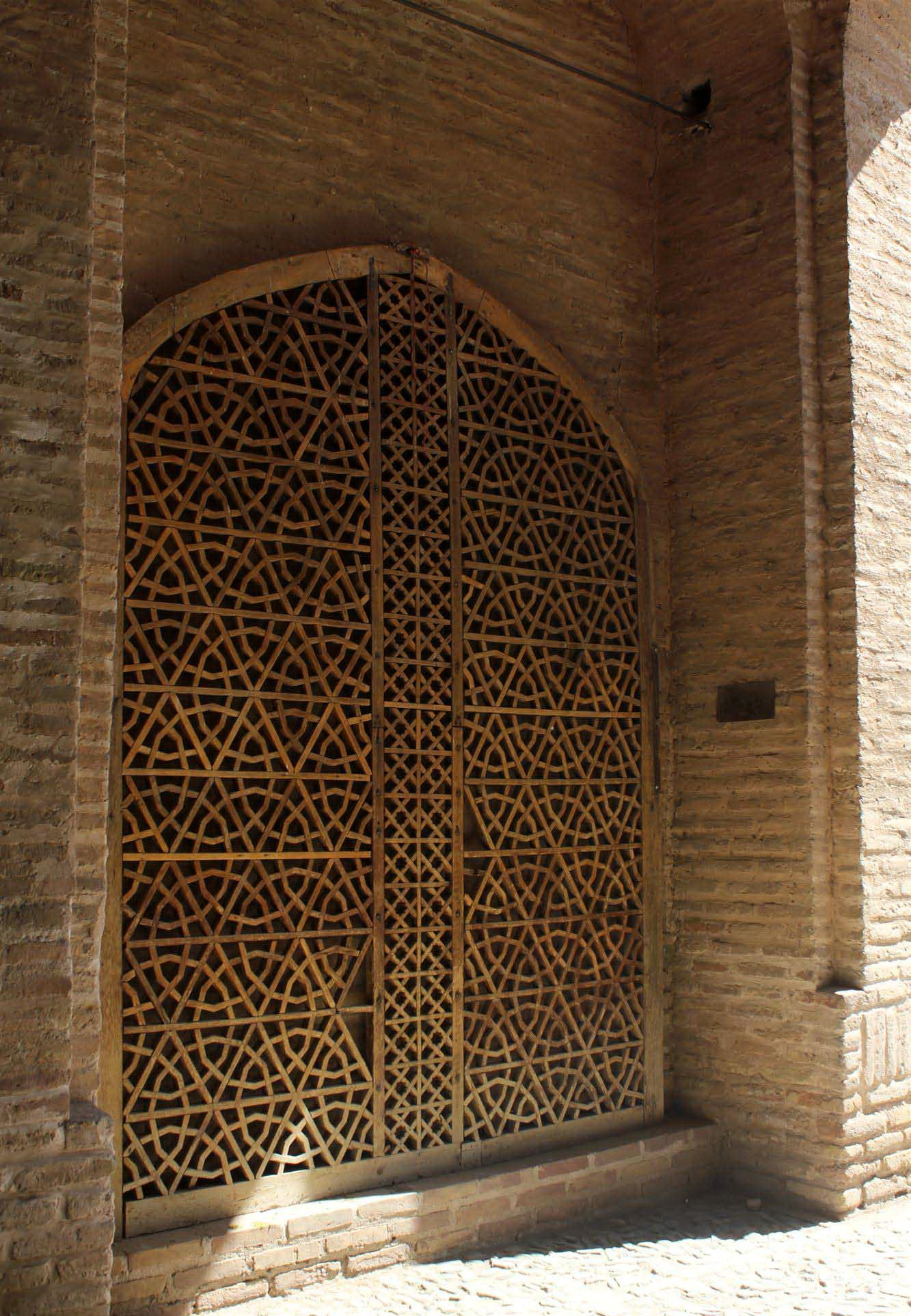
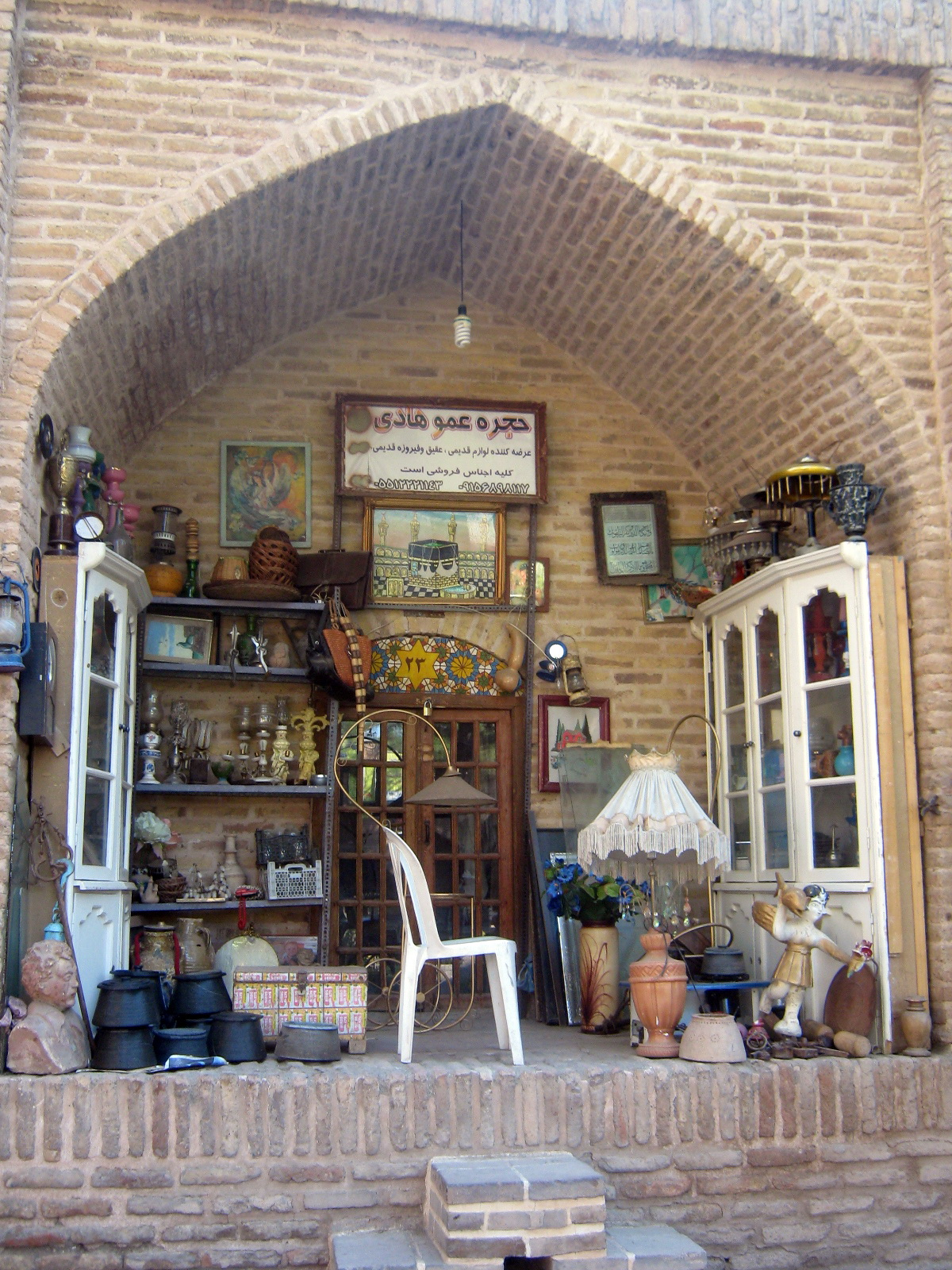
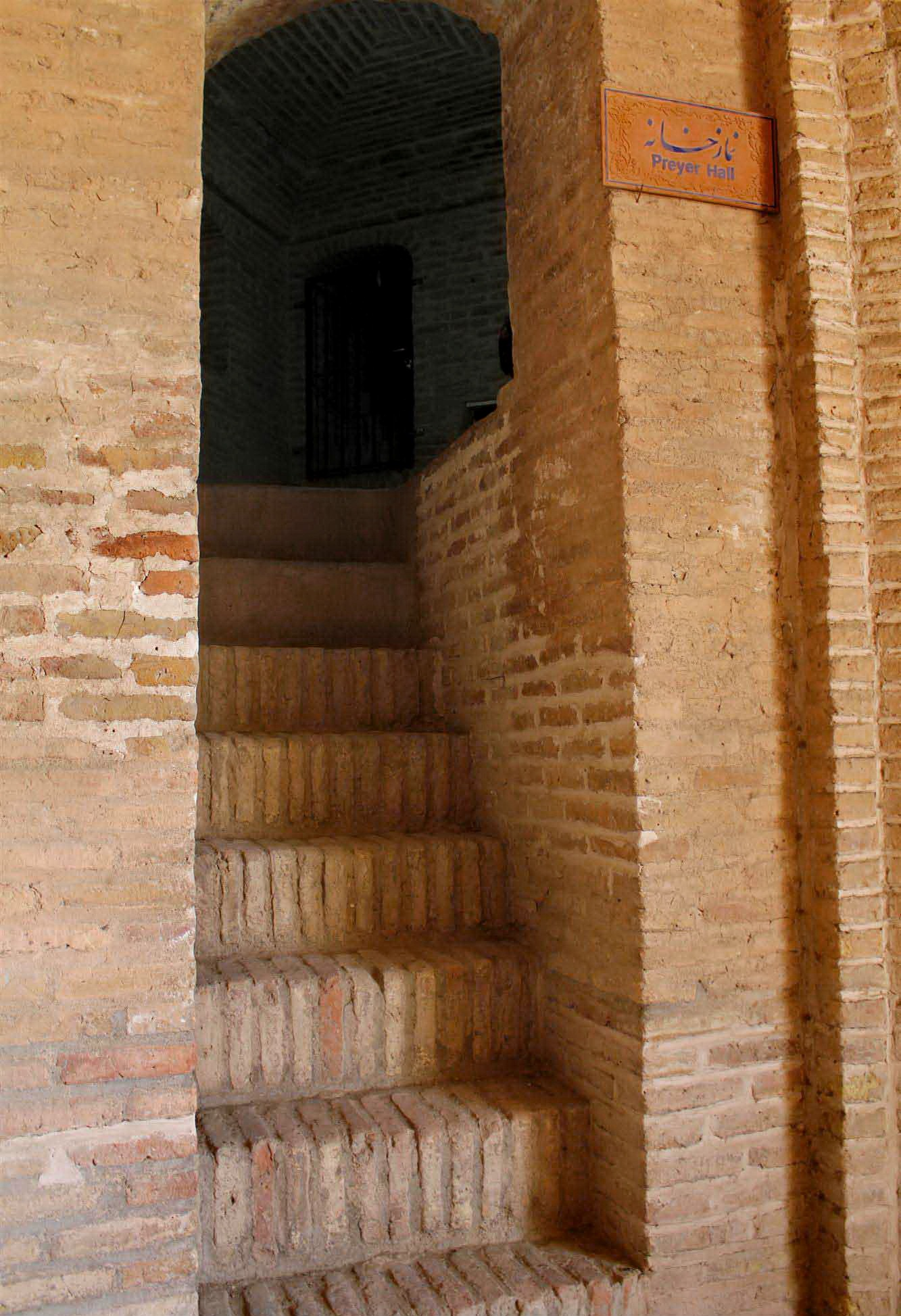
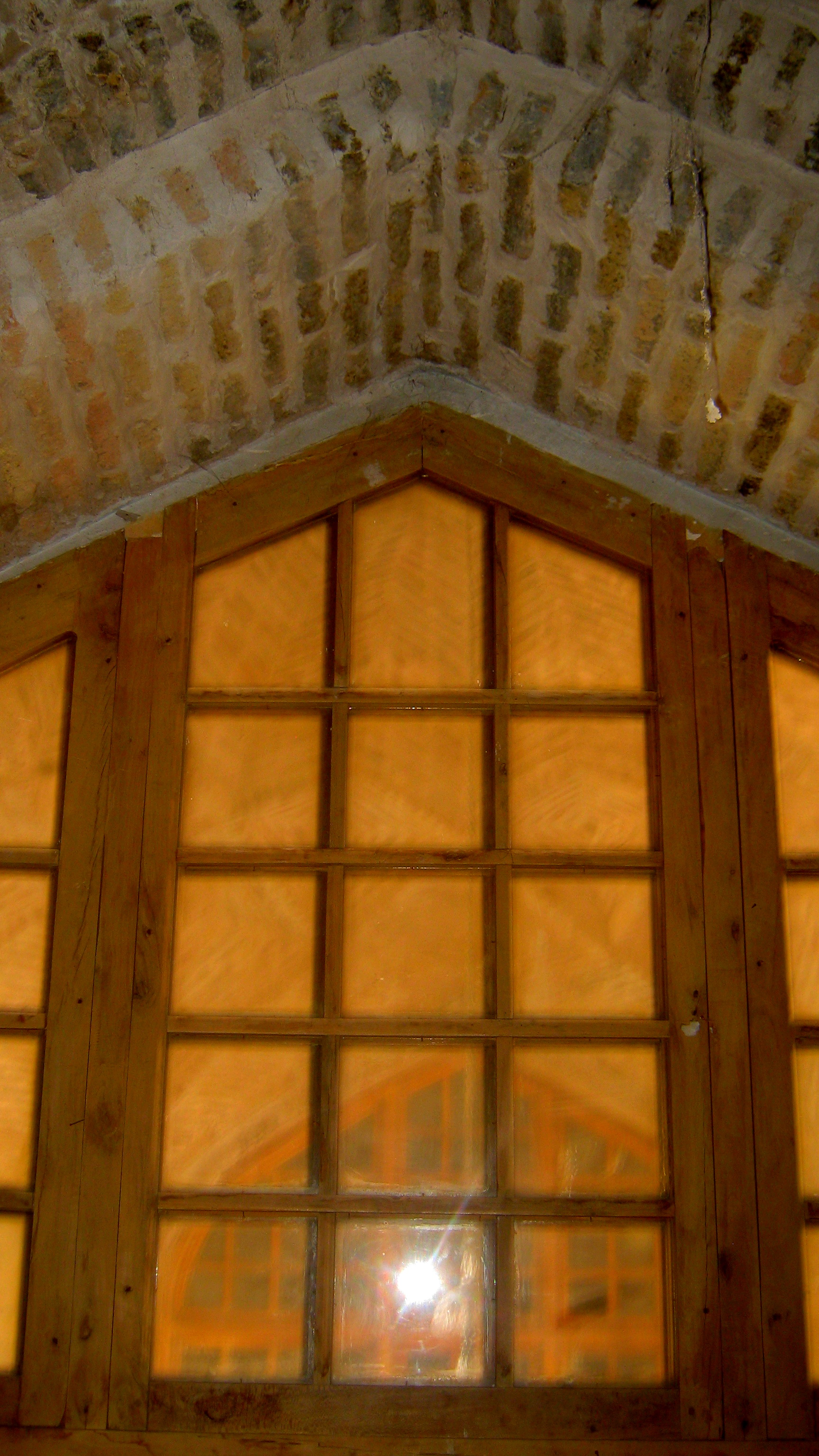
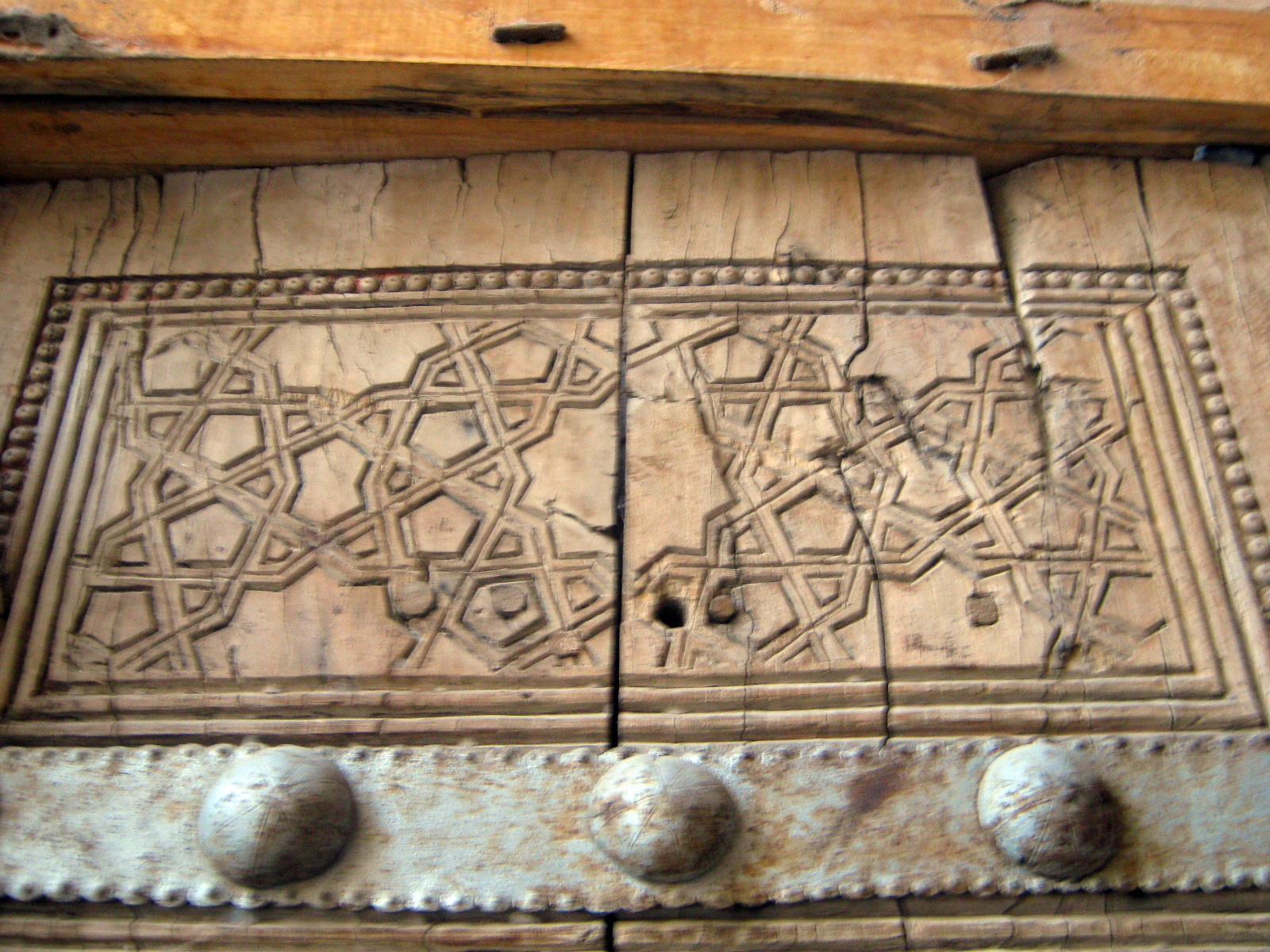
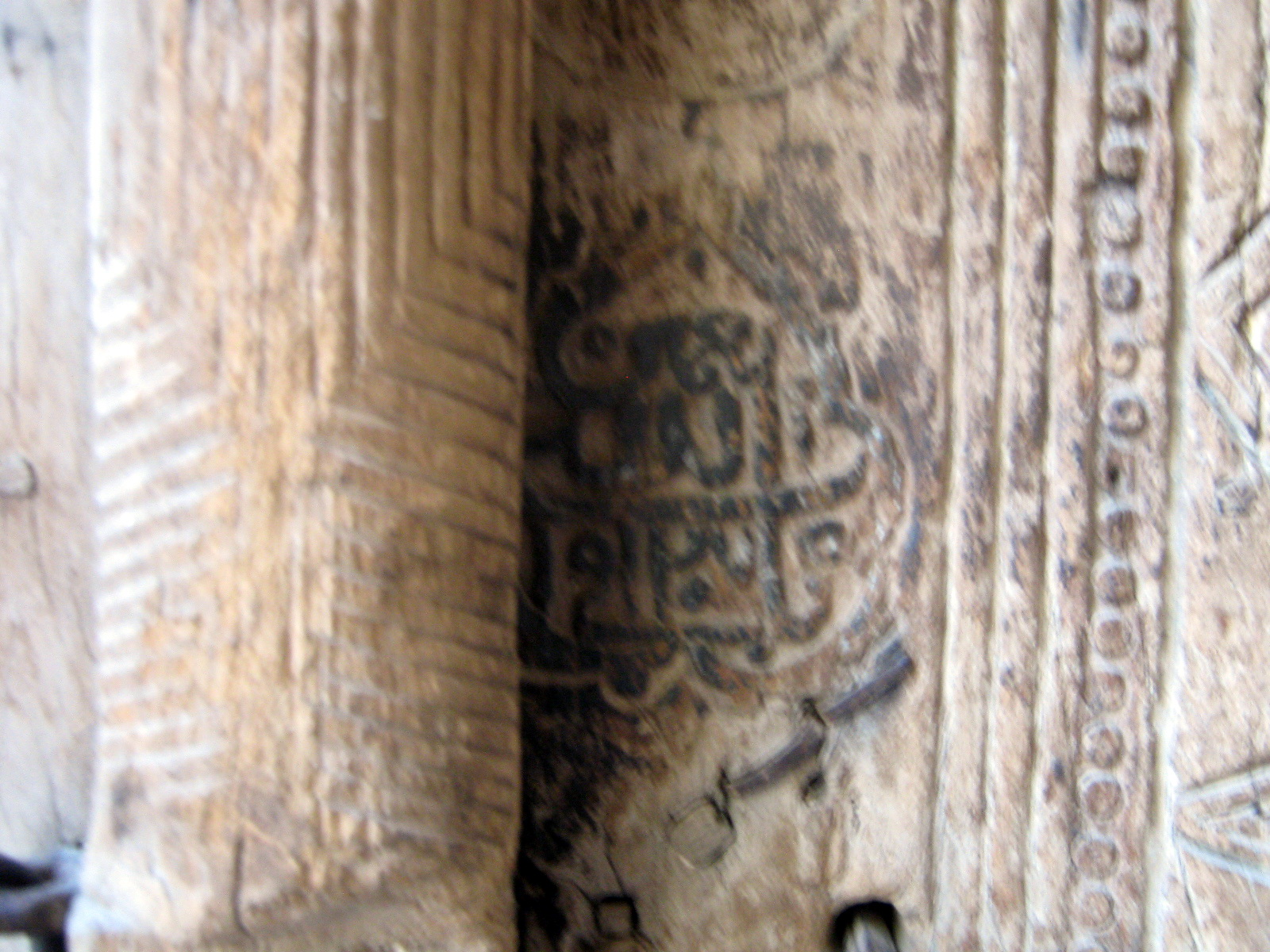
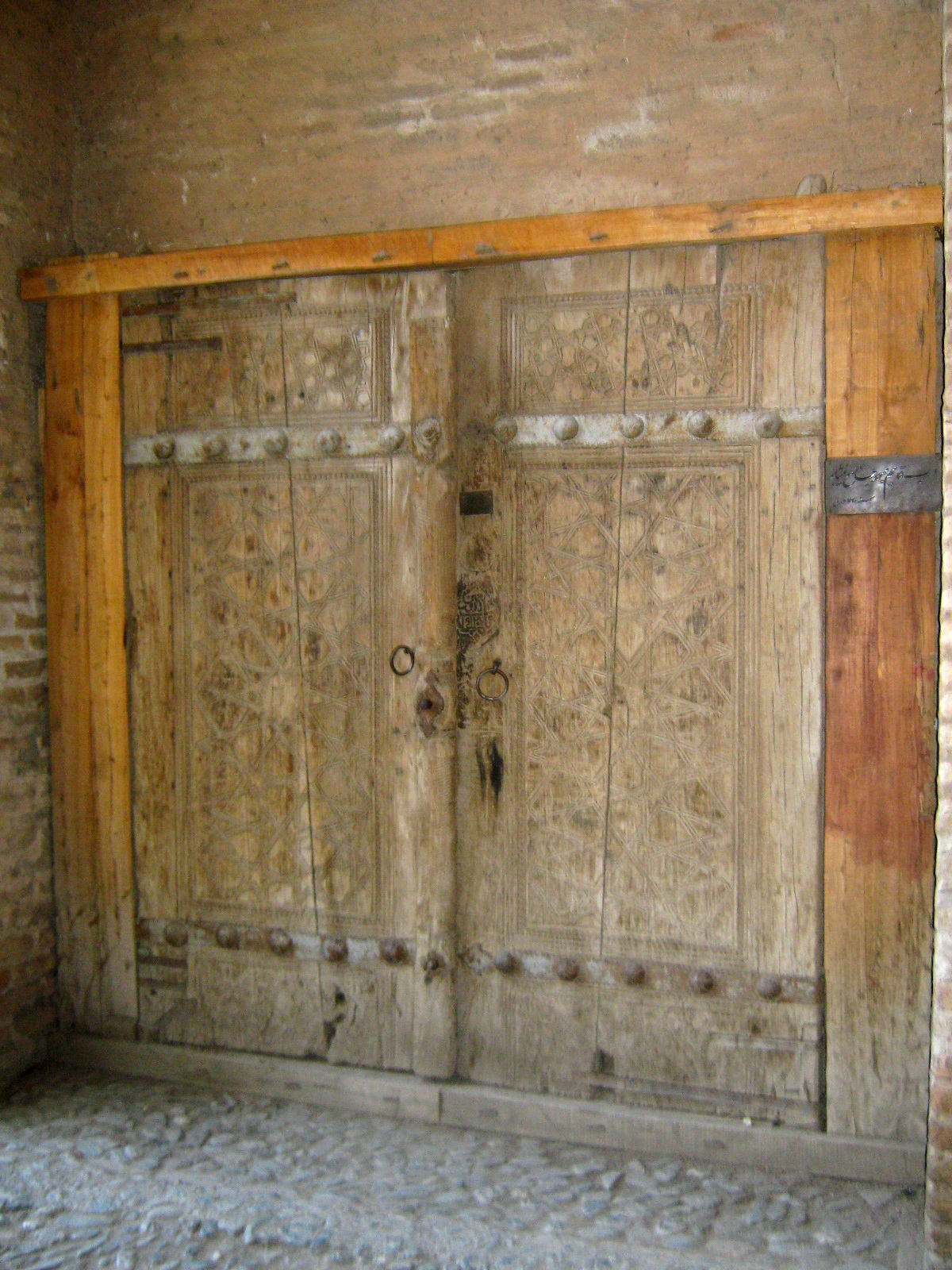
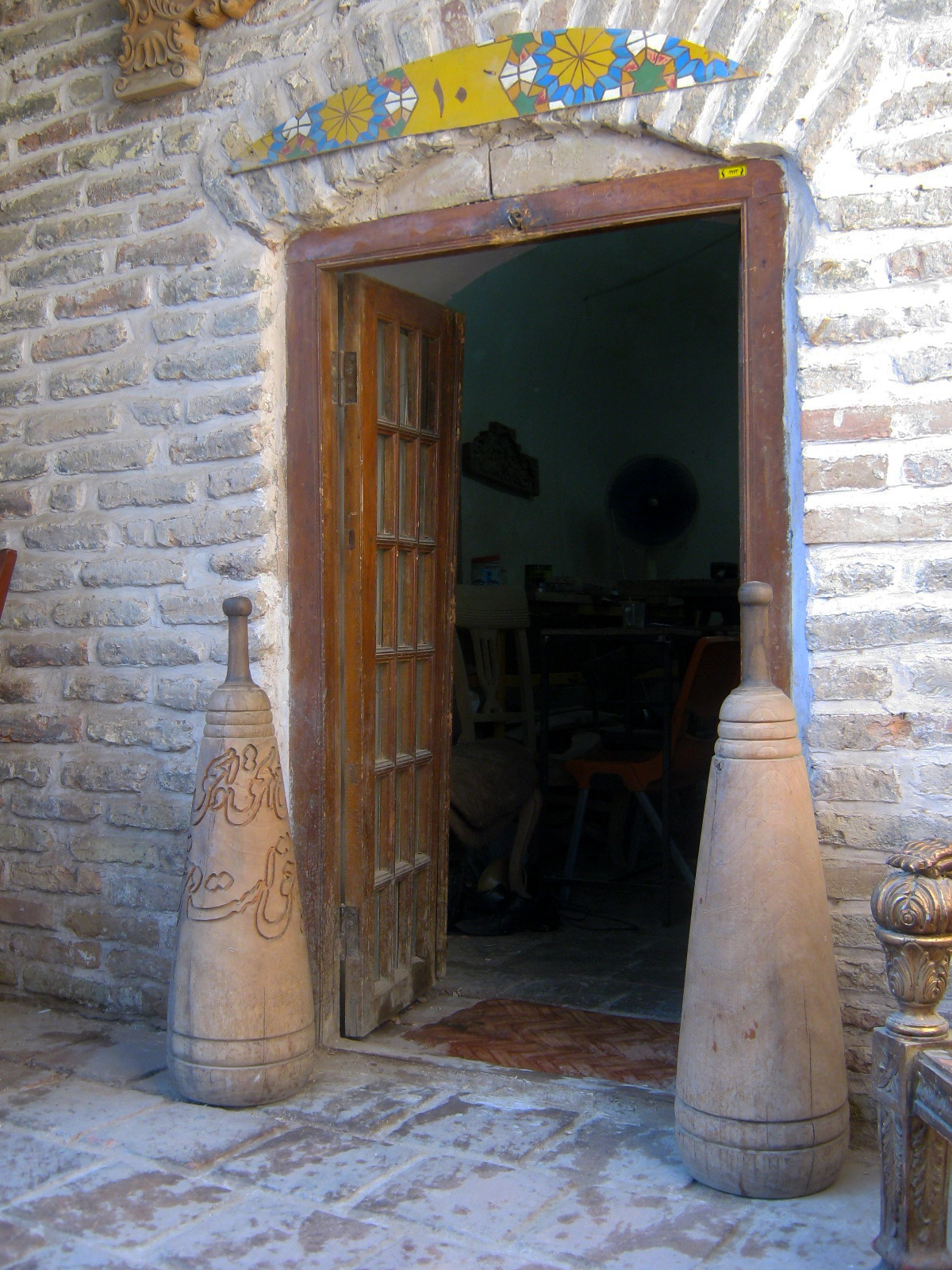
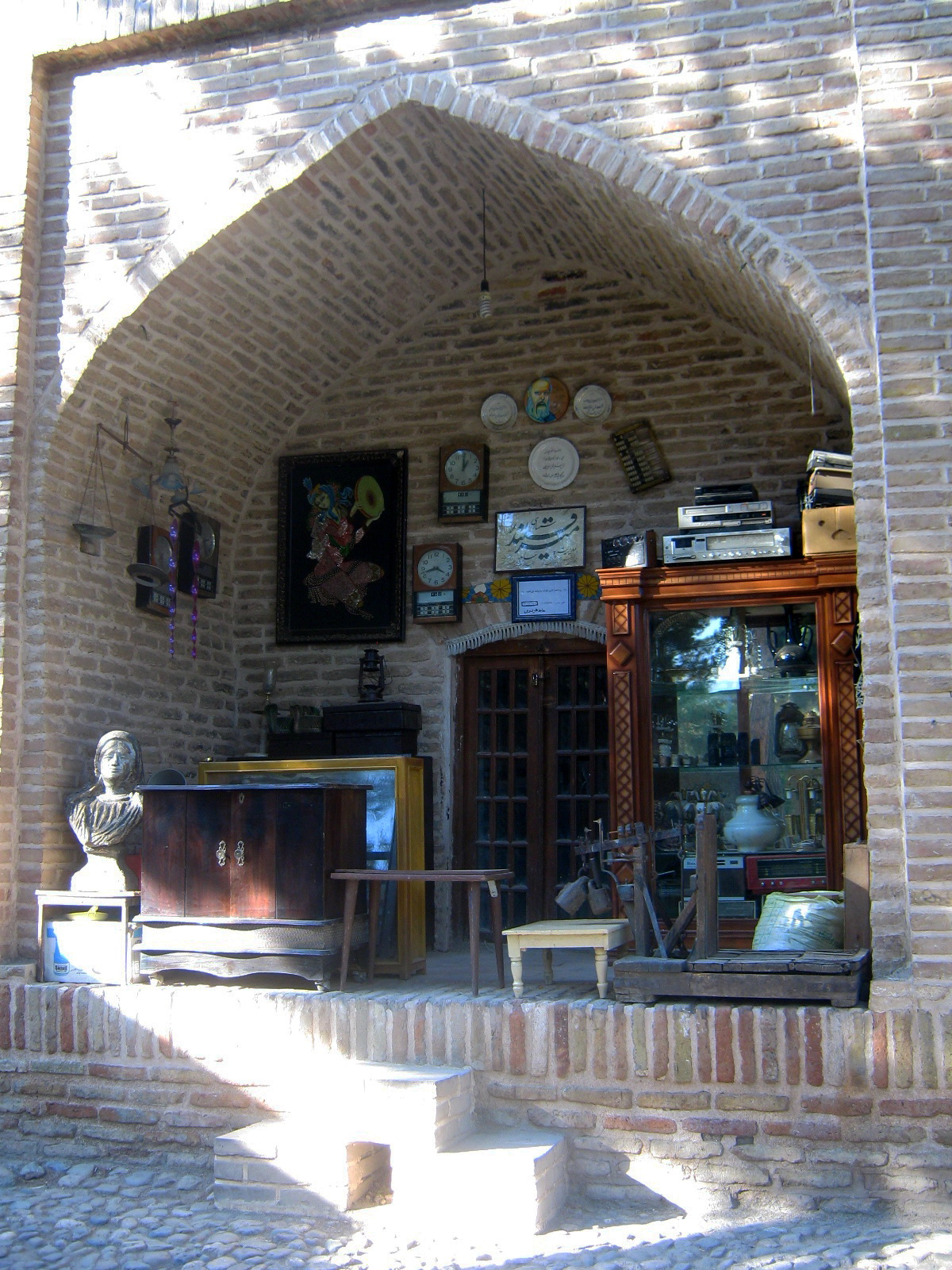
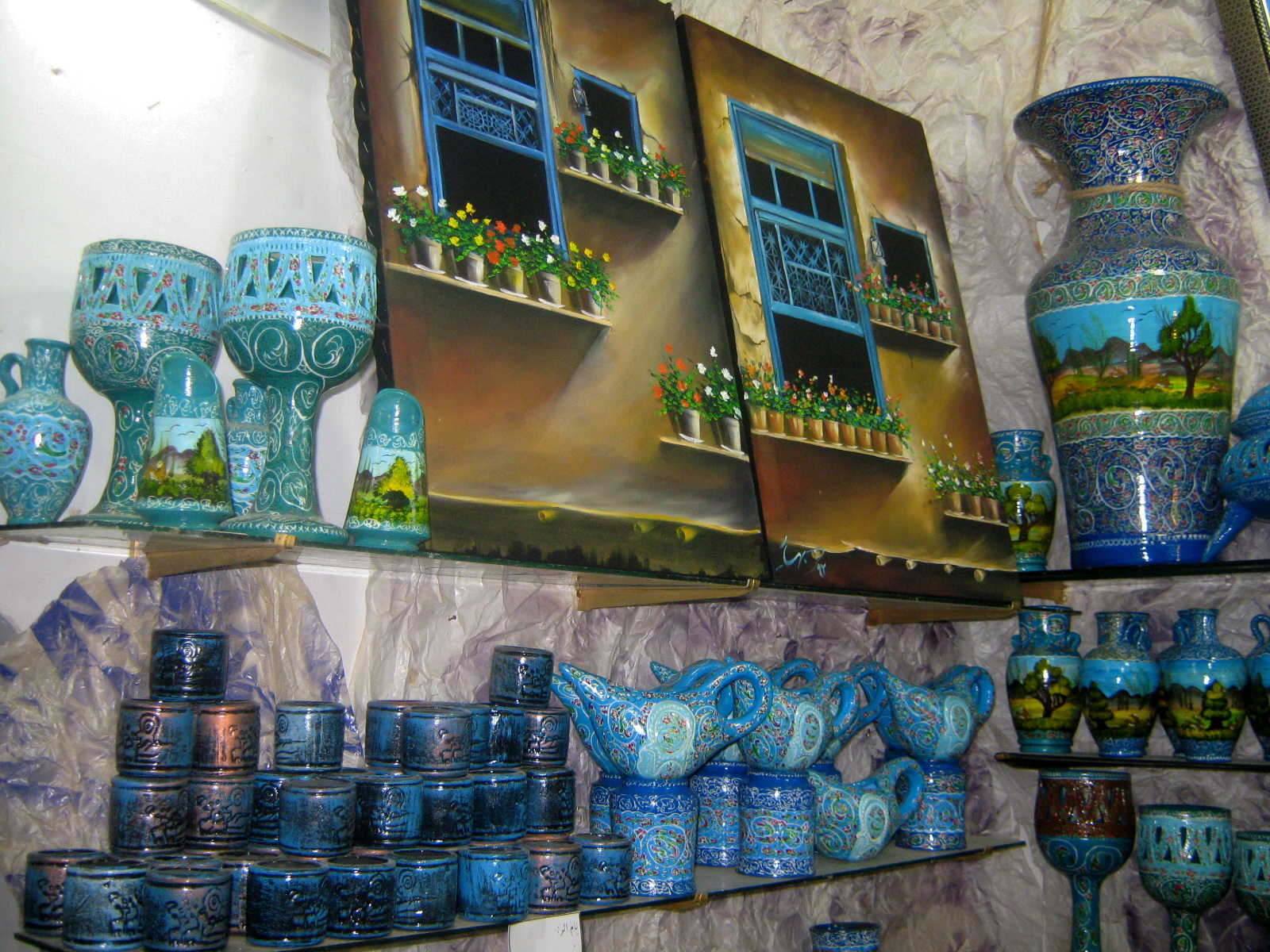
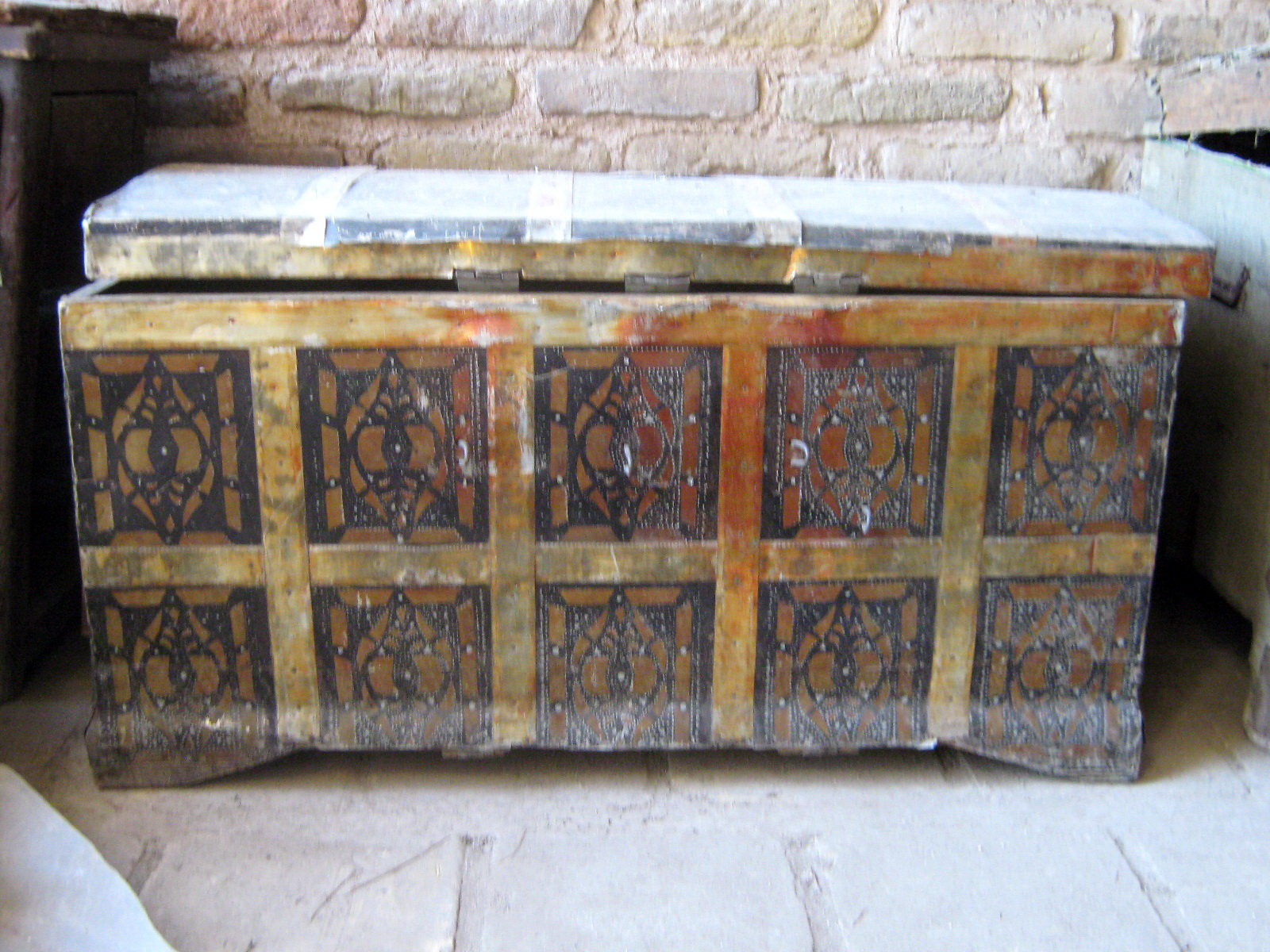
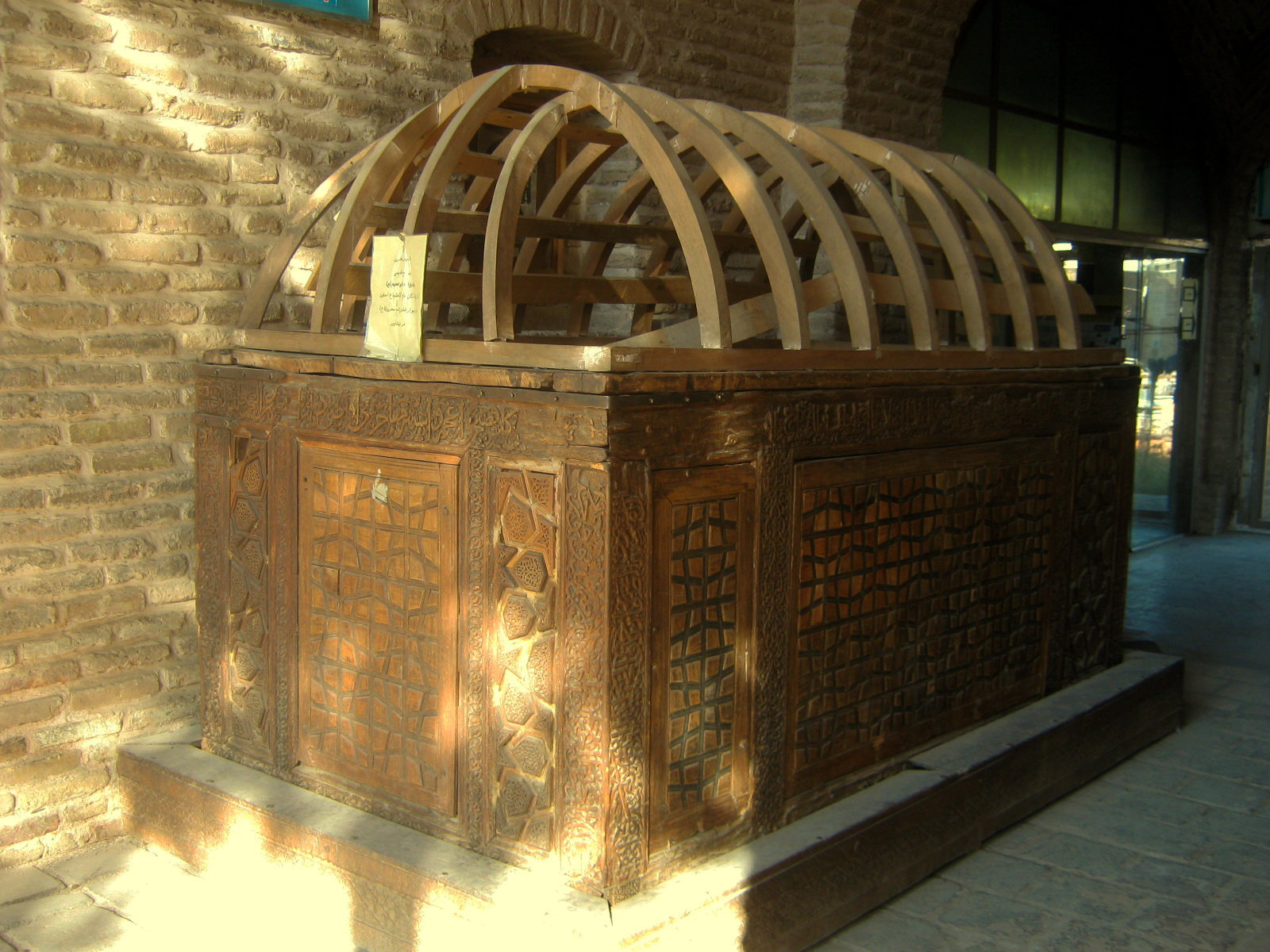
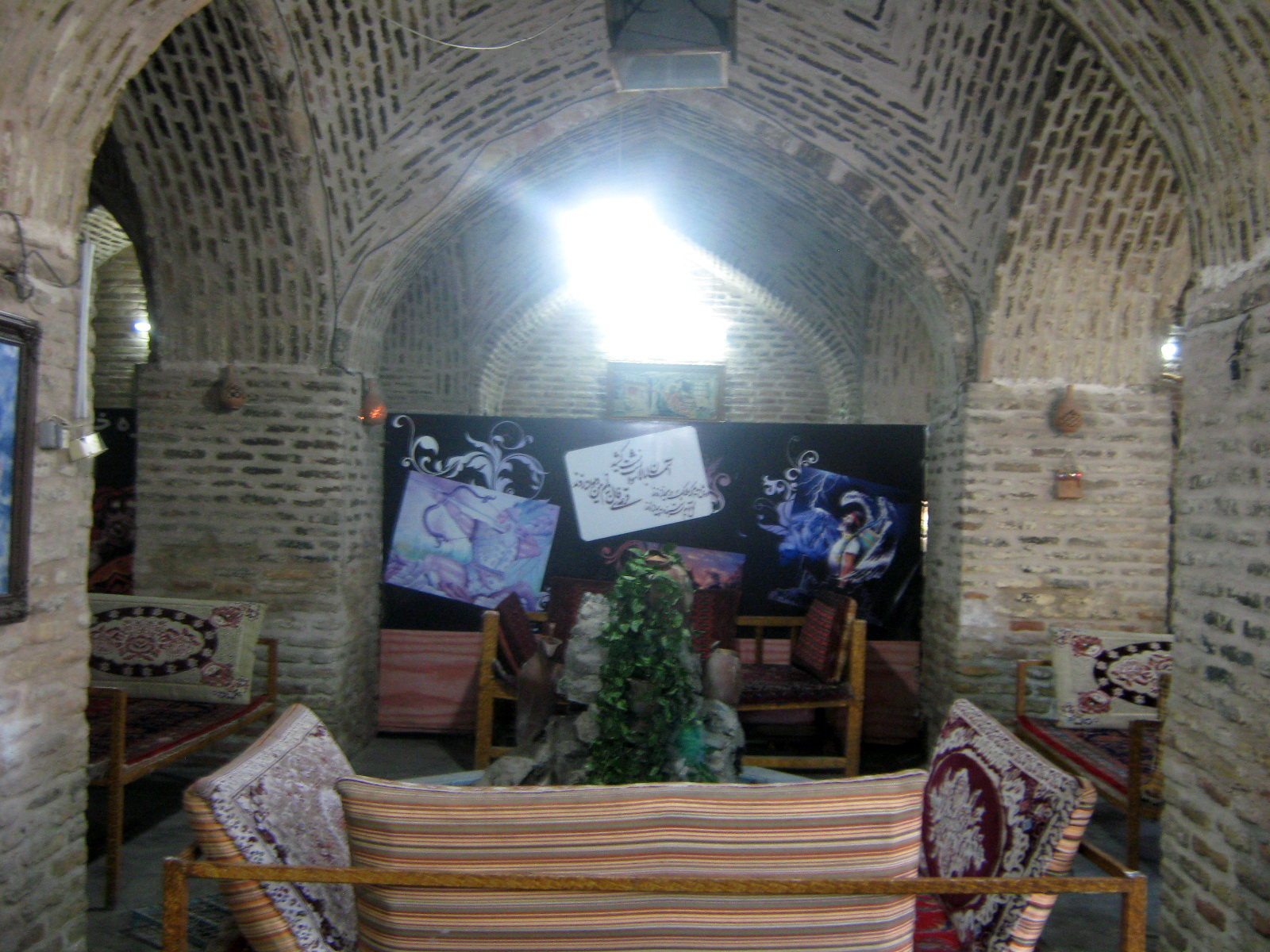
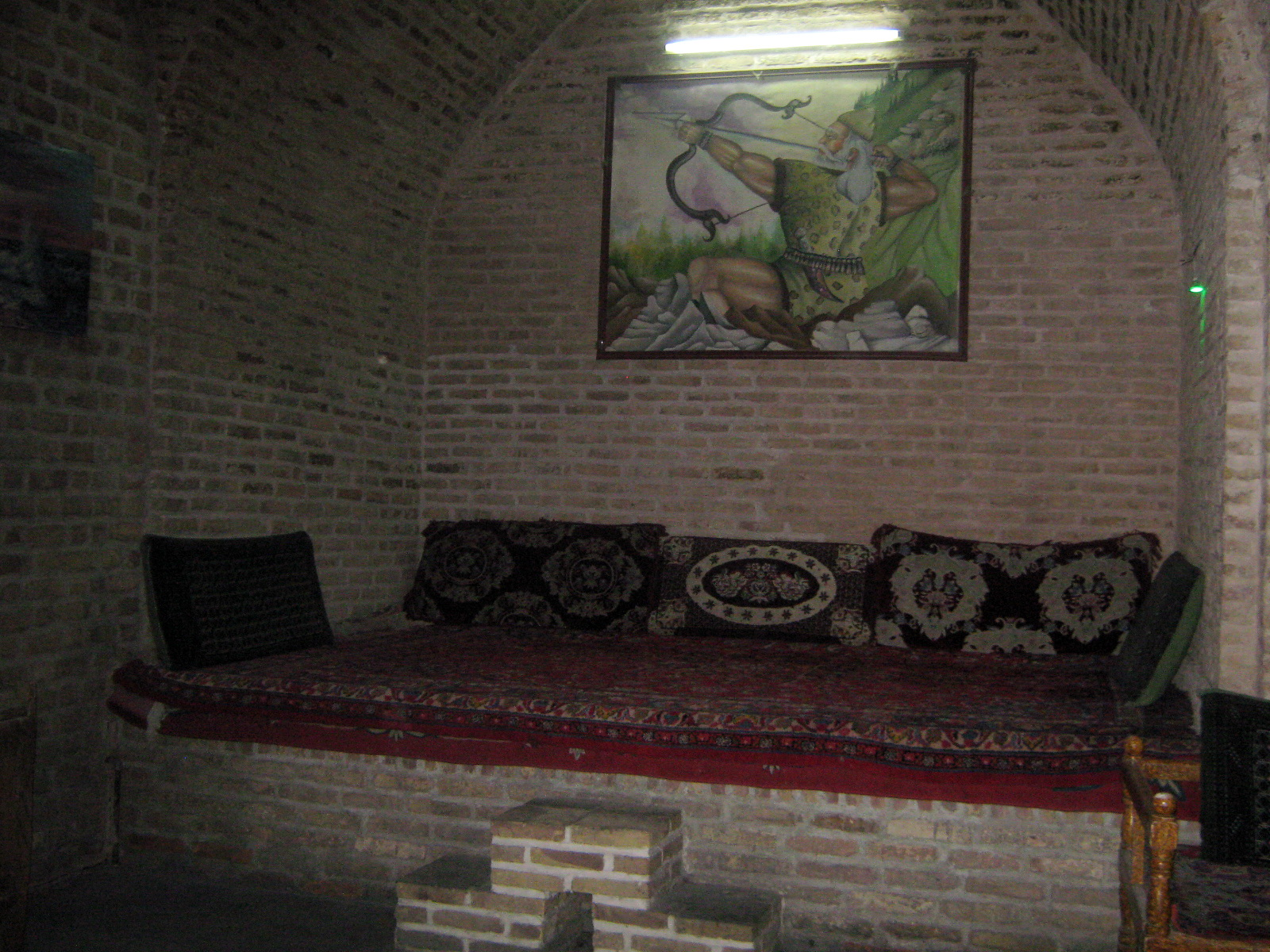
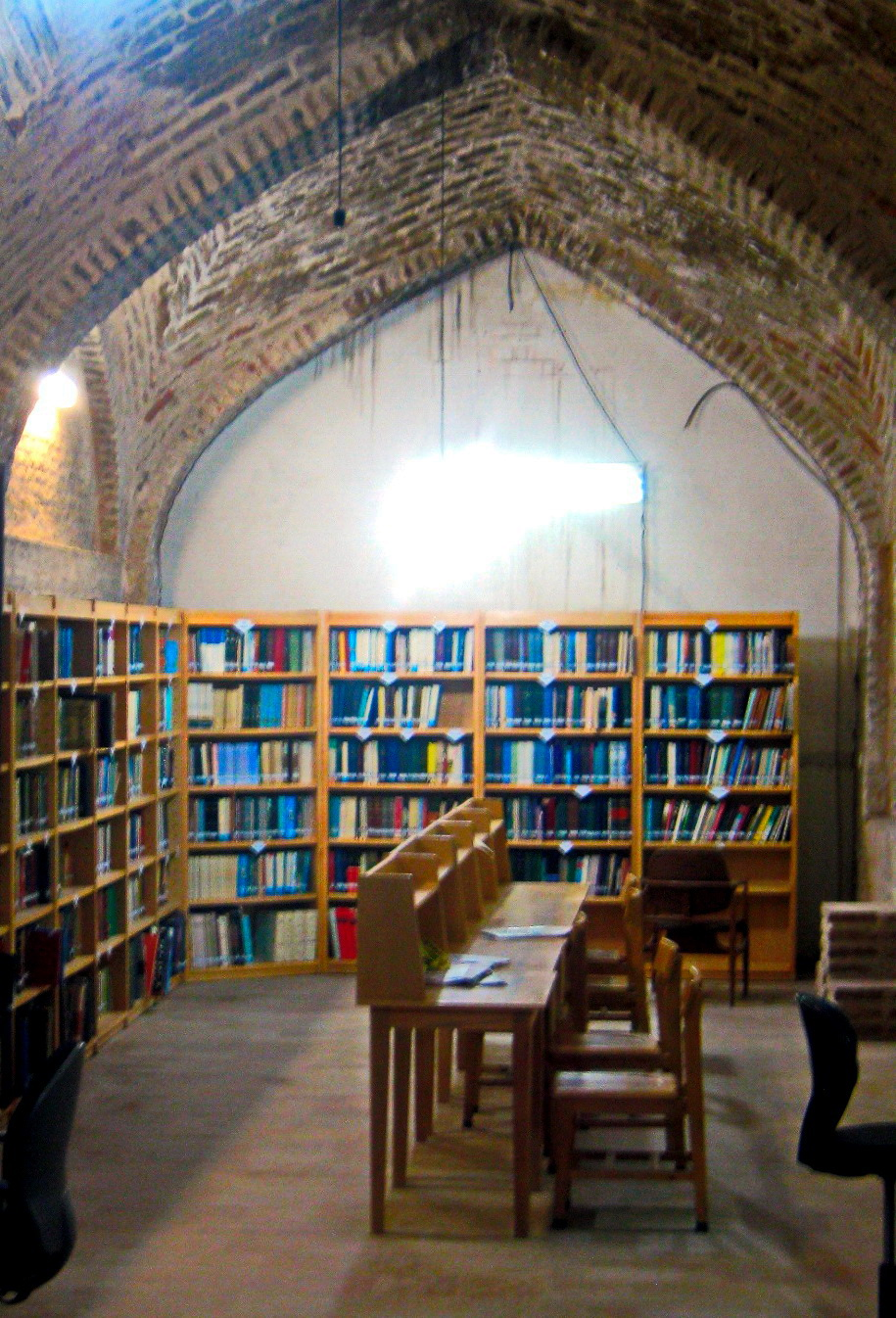